# Calamus renukae
Calamus renukae är en enhjärtbladig växtart som beskrevs av J.Jacob, N.Mohanan och Kariyappa. Calamus renukae ingår i släktet Calamus och familjen Arecaceae. Inga underarter finns listade i Catalogue of Life.